# Flannano di Killaloe
Flannano (... – VII secolo) è ritenuto il primo vescovo di Killaloe. Il suo culto come santo è stato confermato da papa Leone XIII nel 1902.

## Biografia
Secondo una vita tarda e leggendaria, era figlio di Thairdelbaig, re di Dál gCais, nel Munster: fu educato da un monaco e, abbracciata egli stesso la vita religiosa, si recò in pellegrinaggio a Roma, dove fu consacrato vescovo da papa Giovanni IV. Rientrato in Irlanda, fu acclamato vescovo di Killaloe, di cui è ancora il patrono.
Le isole Flannan portano il suo nome.

## Il culto
Papa Leone XIII, con decreto del 19 giugno 1902, ne confermò il culto con il titolo di santo.
Il suo elogio si legge nel martirologio romano al 18 dicembre.